# Затор (гміна)
Гміна Затор (пол. Gmina Zator) — місько-сільська гміна у південній Польщі. Належить до Освенцимського повіту Малопольського воєводства.
Станом на 31 грудня 2011 у гміні проживало 9225 осіб.

## Площа
Згідно з даними за 2007 рік площа гміни становила 51.44 км², у тому числі:
- орні землі: 52.00%
- ліси: 6.00%

Таким чином, площа гміни становить 12.67% площі повіту.

## Населення
Станом на 31 грудня 2011:
| Опис     | Загалом | Загалом | Чоловіки | Чоловіки | Жінки | Жінки |
| -------- | ------- | ------- | -------- | -------- | ----- | ----- |
| одиниця  | осіб    | %       | осіб     | %        | осіб  | %     |
| все      | 9225    | 100     | 4594     | 49.80    | 4631  | 50.20 |
| міське   | 3691    | 100     | 1825     | 49.44    | 1866  | 50.56 |
| сільське | 5534    | 100     | 2769     | 50.04    | 2765  | 49.96 |

## Сусідні гміни
Гміна Затор межує з такими гмінами: Альверня, Бабіце, Вепш, Пшецишув, Спитковіце, Томіце.